# Hugues Occansey
Pour les articles homonymes, voir Occansey.
Hugues Occansey, né le 18 décembre 1966 à Moyeuvre-Grande, est un joueur puis entraîneur français de basket-ball, évoluant au poste d'ailier. Son frère Éric est également un international français de basket-ball.

## Biographie
Après une carrière de joueur dont les meilleures saisons sont couronnées de quatre titres de Champion de France, d'une coupe Korać 1983 et d'une Coupe des Coupes en 1988, puis des saisons effectuées en Grèce et en Espagne, il se destine ensuite à une carrière d'entraîneur.
En 2004, il se lance dans le défi de faire revivre son ancien club du CSP Limoges, dirigé par un autre ancien joueur, Frédéric Forte. Il fait remonter son club en Pro B lors de la saison 2005-2006 avant de quitter le club, les relations avec son président s'étant détériorées. Il rejoint alors l'ASVEL Lyon-Villeurbanne pour un poste d'assistant. Il a passé deux saisons entre 2011 et 2013 au poste d'entraîneur de l'ADA Blois, il avait prédit une montée en Pro B à l'issue des deux saisons, mais il n'y arrive pas et le club échoue à deux fois en finale des playoffs de Nationale 1. Son contrat n'est donc pas reconduit par ses dirigeants et il quitte l'ADA Blois.
En décembre 2014, il remplace Aymeric Collignon au poste d'entraîneur de Quimper. À la fin de la saison, il est prolongé d'un an alors qu'il n'a pas réussi à maintenir l'équipe. Cependant en décembre 2015,  le début de saison de l'UJAP Quimper est raté avec une alchimie qui ne se fait pas sur le terrain, le club est alors en position de relégable. Hugues Occansey est alors remercié par le club après avoir dirigé 31 matchs de championnat (13 victoires, 18 défaites).
Durant l'été 2015, il est le sélectionneur de la Côté d'Ivoire lors de l'Afrobasket 2015 en Tunisie.

## Palmarès

### Club
- Coupe Korać : 1983
- Coupe des Coupes : 1988
- Champion de France : 1984, 1985 ,1988 ,1991
- Vainqueur tournoi des As : 1988
- 7e meilleur marqueur de l'histoire de la Pro A (4732 pts) et 30e passeur (927 pd).